# Boucot Plateau
Boucot Plateau är en platå i Antarktis. Den ligger i Östantarktis. Australien gör anspråk på området.